# Erupción del volcán de Fuego de 1974
La erupción del volcán de Fuego de 1974 fueron una serie de importantes eventos telúricos que afectaron a ese estratovolcán y a los departamentos de Sacatepéquez, Escuintla, Chimaltenango y Retalhuleu en Guatemala desde el 15 de octubre de 1974.  Los daños económicos fueron altos, ya que se dañaron grandes áreas de cultivo de café, plátano y sésamo.

## Reseña histórica

### Ciclo eruptivo
La actividad sísmica se inició el 15 de octubre de 1974 cuando los pobladores de las comunidades situadas en las faldas del volcán reportaron que a las 2:00 a. m. se registró un temblor seguido de estruendos y lluvia de ceniza que impidió que el sol iluminara los poblados de Tiquisate, Retalhuleu, Champerico, San José La Máquina y San Pedro Yepocapa cuando amaneció unas horas más tarde, lo que obligó al gobierno del general Kjell Eugenio Laugerud García a evacuar a los habitantes.  Muchos de los evacuados se lamentaron por la pérdida de todas sus pertenencias, especialmente de los animales domésticos que criaban para consumo familiar y mientras que la ceniza alcanzaba lugares tan alejados como los estados mexicanos de Chiapas y Oaxaca, al punto que las autoridades mexicanas estaban en estado de alerta por la intensidad de las ráfagas de ceniza que los alcanzaban.
Uno de los poblados más afectados fue San Pedro Yepocapa, el cual quedó parcialmente sepultados por la arena que expulsó el volcán tras cuatro días de intensa erupción; aproximadamente mil cien vecinos de la finca Morelia y anexos fueron trasladados al hipódromo de Santa Lucía Cotzumalguapa, Escuintla o a albergues temporales en Patulul, Suchitepéquez.  En el parcelamiento La Máquina, Retalhuleu, los pequeños agricultores perdieron casi toda su cosecha, quedan prácticamente desamparado porque sus cultivos murieron bajo la lluvia de ceniza del volcán, mientras que las grandes plantaciones de café reportaron pérdidas considerables ya que la arena que cayó provocó la caída del grano.  Una situación similar ocurrió en Coatepeque.
Por su parte, los departamentos del norte del país reportaron que el cielo se observaba con un color rojizo debido a la caída de arena; tras cuatro días de erupción, cuando se creía que el volcán se había calmado, por la noche se detectaron nuevos retumbos y la expulsión de lava y fuego se reinició. Ese tercer embate duró varias horas y lanzó arena al norte del país, pues las corrientes de aire corrían de sur a norte, como pocas veces sucede en Guatemala; algunos de los departamentos situados al norte del Volcán de Fuego reportaron lugares en que una capa de arena fina cubría carreteras, caminos, calles y techos.

### Recuperación de los poblados afectados
El directorio de la Democracia Cristiana Guatemalteca —DCG—, que entonces era el principal partido de oposición luego de haber perdido fraudulentamente las Elecciones generales de Guatemala de 1974, solicitó a los alcaldes que colaboraran con las municipalidades de San Pedro Yepocapa y Acatenango, que prácticamente fueron destruidos por el volcán y cuyos alcaldes pertenecían a la DCG.  La ayuda empezó el 24 de octubre de 1974, cuando cesó la erupción, con maquinaria de la Dirección General de Caminos que fue enviada a varios poblados para limpiar la ceniza y la arena; el proceso de recuperación tardó un poco más de tres mes, pues en los lugares mencionados, la capa de arena volcánica alcanzó un metro de espesor.
También fueron dañados las personas de dichos departamentos, por lo que sufrieron de traumas psicológicas de esta manera tener el mayor cuidado posible especialmente los que sufre de enfermedades.